# Тверде паливо
Тверде паливо — горючі речовини, основною складовою частиною яких є вуглець. До твердого палива належать кам'яне вугілля, кокс, буре вугілля, горючі сланці, торф, біомаса, бездимне паливо (вид твердого палива, яке під час горіння або не виділяє видимого диму, або продукує його у незначній кількості), тверді побутові відходи і деревина.
Властивості палива значною мірою визначаються його хімічним складом — вмістом вуглецю, водню, кисню, азоту та сірки. Однакові кількості палива дають при спалюванні різну кількість теплоти. Тож для оцінки якості палива визначають його теплотворну здатність, тобто найбільшу кількість теплоти, котра виділяється під час повного згоряння 1 кг палива (найбільша теплотворна здатність у кам'яного вугілля).
Переважно тверде паливо застосовують для отримання теплоти в системах опалення (твердопаливний котли; печі; парогенератори), та інших видів енергії (здебільшого електричної), які витрачаються на отримання механічної роботи. Крім того, з твердого палива у разі його відповідної обробки (перегонки) можна отримати понад 300 різноманітних хімічних сполук. Велике значення має переробка бурого вугілля на цінні види рідкого палива — бензин і зріджений газ.